# Bathyaulax aurora
Bathyaulax aurora är en stekelart som först beskrevs av Charles Thomas Brues 1924.  Bathyaulax aurora ingår i släktet Bathyaulax och familjen bracksteklar. Inga underarter finns listade.